# Gerade und ungerade Funktionen

Die Normalparabel ist ein Beispiel für eine gerade Funktion.

Die kubische Funktion ist ein Beispiel für eine ungerade Funktion.

Gerade und ungerade Funktionen sind in der Mathematik zwei Klassen von Funktionen, die bestimmte Symmetrieeigenschaften aufweisen:
- eine reelle Funktion ist genau dann gerade, wenn ihr Funktionsgraph achsensymmetrisch zur y-Achse ist, und
- ungerade, wenn ihr Funktionsgraph punktsymmetrisch zum Koordinatenursprung ist.

In der Schulmathematik gehört die Untersuchung eines Funktionsschaubildes auf diese Symmetrien hin zu den ersten Schritten einer Kurvendiskussion.

## Definition
Eine reelle Funktion {\displaystyle f\colon D\to \mathbb {R} } mit einer bezüglich der Null symmetrischen Definitionsmenge {\displaystyle D\subseteq \mathbb {R} } heißt gerade, wenn für alle Argumente {\displaystyle x\in D}
{\displaystyle f(-x)=f(x)}
gilt, und sie heißt ungerade, wenn für alle {\displaystyle x\in D}
{\displaystyle f(-x)=-f(x)}
gilt. Anschaulich ist eine reelle Funktion genau dann gerade, wenn ihr Funktionsgraph achsensymmetrisch zur y-Achse ist, und ungerade, wenn ihr Funktionsgraph punktsymmetrisch zum Koordinatenursprung ist.

## Beispiele

### Gerade Funktionen
- die konstante Funktion {\displaystyle f(x)=1}
- die Betragsfunktion {\displaystyle f(x)=|x|}
- die Normalparabel {\displaystyle f(x)=x^{2}}
- die Kosinusfunktion {\displaystyle f(x)=\cos(x)}
- die Sekansfunktion {\displaystyle f(x)=\sec(x)}
- die Gaußsche Glockenkurve {\displaystyle f(x)=\exp(-x^{2}/2)}

### Ungerade Funktionen
- die Vorzeichenfunktion {\displaystyle f(x)=\operatorname {sgn} (x)}
- die identische Funktion {\displaystyle f(x)=x}
- die kubische Funktion {\displaystyle f(x)=x^{3}}
- die Sinusfunktion {\displaystyle f(x)=\sin(x)}
- die Tangensfunktion {\displaystyle f(x)=\tan(x)}
- die Gaußsche Fehlerfunktion {\displaystyle f(x)=\operatorname {erf} (x)}

Die einzige Funktion, die gleichzeitig gerade und ungerade ist, ist die Nullfunktion {\displaystyle f(x)=0}.

### Allgemeinere Beispiele
- Eine Potenzfunktion
 {\displaystyle f(x)=ax^{n}}
 ist für {\displaystyle a\neq 0} genau dann gerade, wenn der Exponent {\displaystyle n} gerade ist, und genau dann ungerade, wenn der Exponent {\displaystyle n} ungerade ist.
- Eine Polynomfunktion
 {\displaystyle f(x)=a_{0}+a_{1}x+a_{2}x^{2}+\dotsb +a_{n}x^{n}}
 ist genau dann gerade, wenn alle ungeradzahligen Koeffizienten {\displaystyle a_{1},a_{3},a_{5},\dotsc } gleich null sind, und genau dann ungerade, wenn alle geradzahligen Koeffizienten {\displaystyle a_{0},a_{2},a_{4},\dotsc } gleich null sind.
- Ein trigonometrisches Polynom
 {\displaystyle a_{0}+a_{1}\cos(x)+b_{1}\sin(x)+\dotsb +a_{n}\cos(nx)+b_{n}\sin(nx)}
 ist genau dann gerade, wenn alle Koeffizienten {\displaystyle b_{i}=0} sind, und genau dann ungerade, wenn alle Koeffizienten {\displaystyle a_{i}=0} sind.

## Zerlegung
Es gibt auch Funktionen, die weder gerade noch ungerade sind, zum Beispiel die Funktion {\displaystyle f(x)=x+1}. Jede Funktion mit einer bezüglich der Null symmetrischen Definitionsmenge {\displaystyle D\subseteq \mathbb {R} } lässt sich jedoch als Summe einer geraden und einer ungeraden Funktion schreiben. Das heißt
{\displaystyle f(x)=f_{\text{g}}(x)+f_{\text{u}}(x)},
wobei
{\displaystyle f_{\text{g}}(x)={\frac {f(x)+f(-x)}{2}}}
den geraden Anteil der Funktion und
{\displaystyle f_{\text{u}}(x)={\frac {f(x)-f(-x)}{2}}}
den ungeraden Anteil der Funktion darstellt. Diese Zerlegung einer Funktion in gerade und ungerade Komponenten ist eindeutig, d. h., es gibt keine andere Möglichkeit, eine Funktion in gerade und ungerade Komponenten zu zerlegen. Dies folgt aus den Tatsachen, dass sowohl die Menge aller geraden Funktionen als auch die Menge aller ungeraden Funktionen jeweils einen Untervektorraum des Raums aller Funktionen bilden, und dass die einzige Funktion, die sowohl gerade als auch ungerade ist, die Nullfunktion ist. Beim Beispiel {\displaystyle f(x)=x+1} ist damit
{\displaystyle f_{\text{g}}(x)={\frac {(x+1)+(-x+1)}{2}}=1}
und
{\displaystyle f_{\text{u}}(x)={\frac {(x+1)-(-x+1)}{2}}=x}.

## Eigenschaften

### Algebraische Eigenschaften
- Jedes Vielfache einer geraden bzw. ungeraden Funktion ist wieder gerade bzw. ungerade.
- Die Summe zweier gerader Funktionen ist wieder gerade.
- Die Summe zweier ungerader Funktionen ist wieder ungerade.
- Die Summe einer geraden und einer ungeraden Funktion ist weder gerade noch ungerade (außer eine der beiden Funktionen ist die Nullfunktion)
- Das Produkt zweier gerader Funktionen ist wieder gerade.
- Das Produkt zweier ungerader Funktionen ist gerade.
- Das Produkt einer geraden und einer ungeraden Funktion ist ungerade.
- Der Quotient zweier gerader Funktionen ist wieder gerade.
- Der Quotient zweier ungerader Funktionen ist gerade.
- Der Quotient einer geraden und einer ungeraden Funktion ist ungerade.
- Die Komposition einer beliebigen Funktion mit einer geraden Funktion ist gerade.
- Die Komposition einer ungeraden Funktion mit einer ungeraden Funktion ist ungerade.

### Analytische Eigenschaften
- Im Nullpunkt hat (sofern dieser im Definitionsbereich enthalten ist) jede ungerade Funktion den Funktionswert Null.
- Die Ableitung einer geraden differenzierbaren Funktion ist ungerade, die Ableitung einer ungeraden differenzierbaren Funktion gerade.
- Das bestimmte Integral einer ungeraden stetigen Funktion ergibt {\displaystyle 0}, wenn die Integrationsgrenzen symmetrisch um den Nullpunkt liegen.
- Die Taylor-Reihe mit dem Entwicklungspunkt {\displaystyle x=0} einer geraden (ungeraden) Funktion enthält nur gerade (ungerade) Potenzen.
- Die Fourier-Reihe einer geraden (ungeraden) Funktion enthält nur Kosinus- (Sinus-)Terme.

## Verallgemeinerungen
Allgemeiner definiert man in der Algebra durch obige Definition auch gerade und ungerade Funktionen {\displaystyle f\colon X\to Y} zwischen zwei Mengen {\displaystyle X} und {\displaystyle Y}, auf denen eine Verknüpfung mit additiv Inversem gegeben ist, beispielsweise (additive) Gruppen, Ringe, Körper oder Vektorräume. Auf diese Weise lassen sich beispielsweise auch gerade und ungerade komplexe Funktionen oder gerade und ungerade vektorwertige Funktionen definieren.
In der mathematischen Physik wird das Konzept der geraden und ungeraden Funktionen durch den Begriff der Parität verallgemeinert. Diese ist vor allem für Wellenfunktionen etwa in der Quantenmechanik von Bedeutung.